# Günther von Wüllersleben
Günther von Wüllersleben (mort le 3 ou 4 mai 1252) fut le huitième grand maître de l'ordre Teutonique (1249-1252).

## Biographie
Von Wüllersleben est issu d'une famille de ministériels de l'abbaye d'Hersfeld. On ne sait pas exactement quand il entre dans l'ordre, mais toujours est-il qu'il sert à Acre jusqu'en 1215. Il est un ami proche des grands maîtres Hermann von Salza et Heinrich von Hohenlohe qui lui confient des missions secrètes et diplomatiques. Il passe l'année 1244 en Prusse, où il sert sous les ordres de Poppo von Osterna.
En 1249 ou 1250 à Acre, le chapitre de l'ordre le choisit comme grand maître pour succéder à Heinrich von Hohenlohe. En tant qu'autorité suprême de l'Ordre, von Wüllersleben doit résider en Outremer et de fait, il n'a sans doute plus jamais quitté Acre.
Son mandat en tant que grand maître est peu connu. Von Wüllersleben tente de concilier les factions papale et impériale qui divisent l'Ordre. Il doit souvent envoyer des missions rétablir la discipline dans les provinces éloignées. Il meurt à Acre le 3 ou 4 mai 1252.

## Sources
- (en) Cet article est partiellement ou en totalité issu de l’article de Wikipédia en anglais intitulé « Günther von Wüllersleben » (voir la liste des auteurs).